# Shiho Hisamatsu
Shiho Hisamatsu (født 4. juli 1979 i Kagoshima, Japan) er en kvindelig professionel tennisspiller fra Japan.
Shiho Hisamatsu højeste rangering på WTA single rangliste var som nummer 143, hvilket hun opnåede 6. november 2006. I double er den bedste placering nummer 186, hvilket blev opnået 7. juni 2004. 